# Stalagmometer-Methode

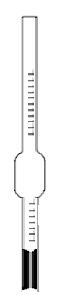
Ein Stalagmometer.

Die Stalagmometer-Methode ist ein gängiges Verfahren zur Messung der relativen Oberflächen- und Grenzflächenspannung. 
Die Messung erfolgt anhand geometrischer Berechnung. Bei der Messung wird die Flüssigkeit aus einer Kanüle gedrückt oder fließt durch ein speziell geformtes Kapillarrohr, an dessen Ende die Tropfen langsam abfallen. Die gravimetrisch oder volumetrisch erfasste Tropfenmasse erlaubt die Berechnung der Oberflächenspannung. Dabei macht man sich zu Nutze, dass die entstehende Tropfengröße einer Flüssigkeit an der Abtropffläche direkt proportional zu deren Oberflächenspannung ist (γ = f·V·ρ/n). Die Oberflächenspannung (γ) ergibt sich aus dem ausgeflossenen Volumen (V) (wobei eine Anzahl von Tropfen (n) gebildet wurden), der Dichte (ρ) und einem Faktor f, der durch Kalibrierung mittels einer Referenzflüssigkeit mit bekannter Oberflächenspannung ermittelt wird.